# Puranabazar 'A'
Puranabazar 'A' es una ciudad censal situada en el distrito de Dimapur en el estado de Nagaland (India). Su población es de 7385 habitantes (2011). 

## Demografía
Según el censo de 2011 la población de Puranabazar 'A' era de 7385 habitantes, de los cuales 3735 eran hombres y 3650 eran mujeres. Puranabazar 'A' tiene una tasa media de alfabetización del 92,56%, superior a la media estatal del 79,55%: la alfabetización masculina es del 94,48%, y la alfabetización femenina del 90,61%.